# Agonopterix selini
Agonopterix selini — вид метеликів родини плоских молей (Depressariidae).

## Поширення
Вид поширений на більшій частині Європи. Присутній у фауні України.

## Опис
Розмах крил 15-18 мм.

## Спосіб життя
Личинки живляться листям гірчи (Selinum) і смовді (Peucedanum).